# Яцун, Евгений Павлович
Евгений Павлович Яцу́н (1918—1998) — советский оператор документального кино.

## Биография
Родился 25 декабря 1918 года в станице Новодеревянковская (ныне Каневской район Краснодарского края). В 1943 году окончил операторский факультет ВГИКа и начал работать на ЦСДФ. В 1943—1945 годах был фронтовым оператором. Снимал Корсунь-Шевченковскую операцию, репортажи со 2-го Украинского фронта. Дважды дрейфовал в Арктике — на станциях «Северный полюс-2», «Северный полюс-3». Скончался в 1998 году.

## Фильмография
Его съёмки вошли в фильмы: «Победа на Юге», «Вступление наших войск в Бухарест», «Битва за Будапешт», «Освобождённая Чехословакия», «Разгром Японии».
- 1955 — В центре Арктики (режиссёр)
- 1958 — Королева Бельгии Елизавета в Советском Союзе
- 1961 — Сказка о Коньке-Горбунке (фильм-балет, совместно с М. А. Силенко)
- 1967 — Народа верные сыны
- 1968 — Служу Советскому Союзу

## Награды и премии
- заслуженный деятель искусств РСФСР (4.5.1988)
- Государственная премия СССР (1969) — за съёмки документальных фильмов «Служу Советскому Союзу» (1968) и «Народа верные сыны» (1967) производства ЦСДФ
- орден Отечественной войны II степени (6.4.1985)
- орден Красной Звезды (11.5.1945)
- медали